# Paul Hellyer

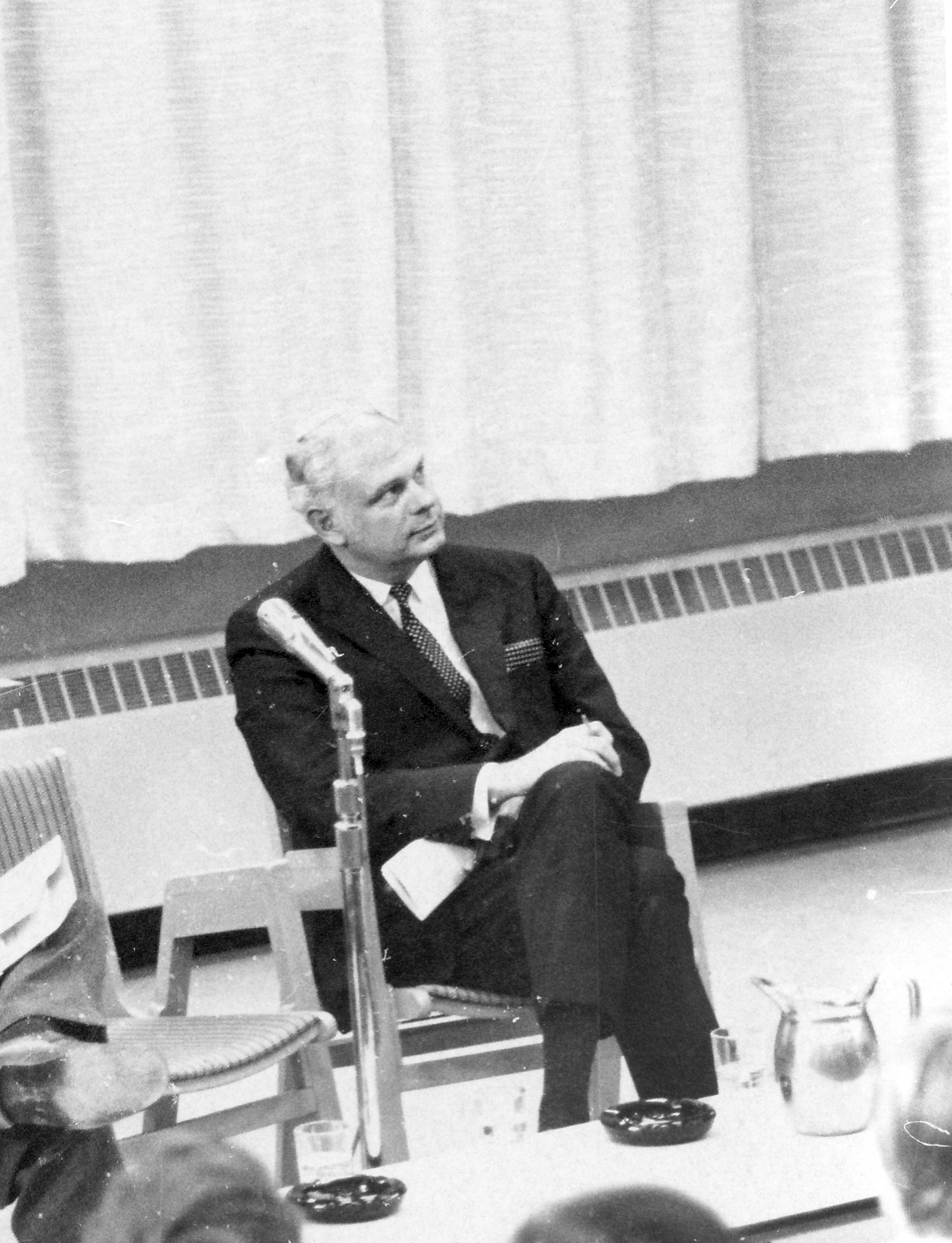
Paul Hellyer -cca. 1969

Pavel Teodor Hellyer, QPC (n. 6 august 1923, Waterford, Ontario – d. 8 august 2021) a fost un inginer canadian, politician, scriitor și comentator, care a avut o carieră lungă și variată.

## Lucări publicate
- Agenda, a Plan for Action (1971)
- Exit Inflation (1981)
- Jobs for All: Capitalism on Trial (1984)
- Damn the Torpedoes (1990)
- Funny Money: A common sense alternative to mainline economics (1994)
- Surviving the Global Financial Crisis: The Economics of Hope for Generation X (1996)
- Evil Empire : Globalization's Darker Side (1997)
- Stop: Think (1999)
- Goodbye Canada (2001)
- One Big Party: To Keep Canada Independent (2003)
- A Miracle in Waiting (2010), update of Surviving the Global Financial Crisis
- Light at the End of the Tunnel: A Survival Plan for the Human Species (2010)